# Roller derby ai IV World Skate Games
Le competizioni di roller derby ai IV World Skate Games si sono svolte dal 19 al 22 settembre 2024 a Montesilvano, in Italia. 

## Podi

### Uomini
| Evento        | Oro         | Argento   | Bronzo |
| Torneo senior | Stati Uniti | Australia | Cina   |

### Donne
| Evento        | Oro         | Argento   | Bronzo |
| Torneo senior | Stati Uniti | Australia | India  |